# Bulbophyllum cheiropetalum
Bulbophyllum cheiropetalum là một loài phong lan thuộc chi Bulbophyllum.